# Mustapha Kamel
 (décembre 2020).
Mustapha Kamel né le 19 octobre 1996 à Nador (Maroc), est un chanteur néerlandais de musique berbère. Il est un des chanteurs amazighs les plus influents au Maghreb et en Europe.

## Biographie
Mustapha Kamel naît à Nador de parents marocains originaires de Temsamane.
Il commence sa carrière musicale en 2016 et se fait connaître avec ses morceaux Can you Feel Me et Tonights Feeling. Il se produit également dans des showcases en Belgique et en Allemagne.
En avril 2018, il collabore avec le rappeur Kempi sur le titre Zine Zine avec Pierrii.
En 2020, un extrait de son morceau Limits Breaker sert d'introduction au morceau Lauw du rappeur Boef.

## Discographie

### Albums
- 2017 : Pourquoi
- 2017 : Live Album
- 2017 : Retro Album
- 2019 : Probrecita

### Singles
- 2014 : BlankSpace - Taylor Swift (Cover)"
- 2016 : Summer Problems
- 2016 : Can you Feel me
- 2016 : "Rise and Fall"
- 2016 : "The Prade"
- 2016 : "RoadLife"
- 2016 : "What he want"
- 2017 : "Tonights feeling"
- 2020 : "Limits Breaker"

### Collaborations
- 2016 : In De Avond de MO$HEB avec Mustapha Kamel
- 2016 : Lauw de Boef avec Mustapha Kamel
- 2017 : Wijzer Met De Tijd de Pierrii avec Mustapha Kamel
- 2018 : Lila de Yassco avec Mustapha Kamel, Ajay, Cheflano et MAX
- 2020 : Hayat Inou de Glades, Ali B et Mustapha Kamel